# Nick Ross (calciatore 1991)
Nick Ross (Inverness, 11 novembre 1991) è un calciatore scozzese, centrocampista del Sacramento Republic.

## Carriera
Tra il 2010 ed il 2017 ha totalizzato complessivamente 199 presenze ed 11 reti nella prima divisione scozzese, con le maglie di Inverness e Dundee.

## Palmarès

### Club

#### Competizioni nazionali
- Coppa di Scozia: 1

Inverness: 2014-2015
- Scottish Championship: 1

Inverness: 2009-2010